# Camargo (Kentucky)
Camargo és una població dels Estats Units a l'estat de Kentucky. Segons el cens del 2000 tenia 923 habitants.

## Demografia
Segons el cens del 2000, Camargo tenia 923 habitants, 362 habitatges, i 275 famílies. La densitat de població era de 168,9 habitants/km².
Dels 362 habitatges en un 33,1% hi vivien nens de menys de 18 anys, en un 62,2% hi vivien parelles casades, en un 11,3% dones solteres, i en un 23,8% no eren unitats familiars. En el 20,7% dels habitatges hi vivien persones soles el 8,3% de les quals corresponia a persones de 65 anys o més que vivien soles. El nombre mitjà de persones vivint en cada habitatge era de 2,55 i el nombre mitjà de persones que vivien en cada família era de 2,93.
Per edats la població es repartia de la següent manera: un 24,6% tenia menys de 18 anys, un 10,3% entre 18 i 24, un 30,8% entre 25 i 44, un 22,6% de 45 a 60 i un 11,7% 65 anys o més.
L'edat mediana era de 35 anys. Per cada 100 dones de 18 o més anys hi havia 90,7 homes.
Entorn del 23,6% de les famílies i el 27% de la població estaven per davall del llindar de pobresa.

## Poblacions més properes
El següent diagrama mostra les poblacions més properes.